# Oisín Cantwell
Oisín Olof Cantwell, född 29 maj 1964 i London, är en svensk reporter och nyhetskrönikör på Aftonbladet. Han bevakar bland annat rättsfrågor och politik, och har rapporterat från valrörelser och krigshärdar.

## Biografi
Cantwell föddes i London med en irländsk far och svensk mor, och flyttade till Sverige som sexåring. Han har en fil.kand med litteraturvetenskap som huvudämne och har gått Poppius journalistskola. 
Cantwell har arbetat på Aftonbladet sedan mitten av 1990-talet och dessförinnan på bland annat Sundsvalls Tidning, Moderna Tider och Sveriges Radio. Hösten 2013 släpptes ett urval av hans kolumner i boken Brott och Straff, utgiven på Sjösala förlag. 
År 2014 fick Cantwell Advokatsamfundets journalistpris. Han erhöll Publicistklubbens utmärkelse Guldpennan 2022. 
Han utsågs till årets stilist av tidningen Journalistens 2023. Han vann Stora journalistpriset i kategorin årets röst 2023.

## Kontroverser
Cantwell framförde i en kolumn år 2011 i Aftonbladet kritik mot åklagare Agnetha Hilding Qvarnström i ett mål gällande två individers planer på ett attentat mot Lars Vilks. Cantwell menade att åklagaren felaktigt pekat ut dem som potentiella terrorister. Individerna fälldes i tingsrätten men friades i hovrätten. Sakine Madon kritiserade år 2016 Cantwells och Jan Guillous utspel eftersom de två som friats i hovrätten senare anslöt sig till terrororganisation Al-Shabaab. Madon och Magnus Sandelin, som tagit del av förundersökningsmaterial menar att mycket i materialet talat för åklagarens version och hävdade att Guillou och Cantwell bagatelliserade våldsam islamism. Sandelin kritiserade också Cantwell för att ha gjort terroråtalade till representanter för muslimer i allmänhet då de anklagade rättsväsendet för rasism, istället för att framställa dem som enskilda extrema individer som är medlemmar i en terrorsekt.